# Pulsdruckvariation
Die Pulsdruckvariation (PPV von englisch pulse pressure variation) ist die Schwankung des arteriellen Blutdrucks während des Atemzyklus. Sie wird in der Medizin verwendet, um die Versorgung von Patientinnen und Patienten mit Flüssigkeit einzuschätzen.

## Physiologischer Hintergrund
Die Pulsdruckvariation ist ein Ausdruck der Schlagvolumenvariation. Der Blutauswurf des Herzens und damit der Blutdruck hängt von der Füllung während der Diastole ab (Frank-Starling-Mechanismus). Dieser Blutrückfluss ist abhängig von den Druckverhältnissen im Brustkorb: Ein hoher Druck im Brustkorb behindert den venösen Rückstrom zum Herzen. Während dieser Zeit ist der Blutdruck geringfügig niedriger. Ebenso kann rasches, tiefes Einatmen den Druck im Brustkorb deutlich senken, so dass in diesem Moment auch der venöse Rückfluss zum Herzen niedriger ist und weniger Blut gepumpt wird. Bei Ausgleich der Druckverhältnisse strömt anschließend wieder vermehrt Blut zum Herzen, so dass der Blutdruck mit der besser Füllung steigt. Bei einem Mangel an Flüssigkeit ist das Blutvolumen vermindert. So wirken sich Druckänderungen verstärkt auf den Rückfluss und damit auf den Blutdruck aus. Die Abschätzung des Flüssigkeitszustandes in der Medizin ist eine wichtige Maßnahme in vielen Situationen.
Neben diesen druckmechanischen Grundlagen kann sich auch die Herzfrequenz im Rahmen des Atemzyklus verändern (Respiratorische Sinusarrhythmie), was auch einen Einfluss auf den Blutdruck haben kann.

## Berechnung der PPV
Die PPV gibt an, um wie viel der maximale (Pmax) bzw. der minimale Blutdruck (Pmin) vom Mittelwert im Atemzyklus abweicht. Sie wird in Prozent angegeben und berechnet sich wie folgt:
{\displaystyle PPV[\%]={\frac {P_{max}-P_{min}}{{\tfrac {1}{2}}(P_{max}+P_{min})}}\times 100}
Der Normalwert liegt unter 10–15 %.

## Voraussetzung für die Messung
- Der Blutdruck muss kontinuierlich über einen arteriellen Zugang gemessen werden (wobei es auch Ansätze mit nicht-invasiven Messungen gibt[4]).
- Es dürfen keine Herzrhythmusstörungen wie Vorhofflimmern vorliegen, da hierbei die Pulsdrücke deutlich zwischen zwei Schlägen schwanken.
- Die Atmung muss gleichmäßig sein, am besten eine kontrollierte Beatmung bei sedierten Patienten.

Aus diesen Gründen ist das Verfahren der Intensivmedizin und Anästhesiologie vorbehalten.